# Полет 182 на „Шривиджая Еър“
Полет 182 на „Шривиджая Еър“ е редовен вътрешен пътнически полет от международното летище Сукарно – Хата, Тангеранг, до международното летище „Супадио“, Понтианак, Западен Калимантан, Индонезия, управляван от „Шривиджая Еър“. На 9 януари 2021 г. самолетът „Боинг 737-524“, който изпълнява полета, се разбива в Яванско море близо до остров Лаки и на 19 км от международното летище Сукарно – Хата само 4 минути след излитане от Тангеранг. В катастрофата загиват всички 50 пътници и 12 членове на екипажа на борда на машината. Това е третата най-смъртоносна катастрофа с участието на „Боинг 737-500“ след инцидентите при полет 821 на „Аерофлот“ през 2008 г. и полет 733 на „Ейжиана Еърлайнс“ през 1993 г. и е най-смъртоносната самолетна катастрофа през 2021 г.
По време на издирването Националният комитет за безопасност на транспорта на Индонезия използва наличните данни от „Флайтрейдар24“ и дава предположение, че двигателите на самолета работят при удара. Известно е, че автоматичната дроселова клапа на този самолет е повредена няколко дни по-рано и един от разглежданите въпроси е дали това може да допринесе за инцидента.
Предварителен доклад, публикуван на 9 февруари 2021 г., предполага проблеми с автоматичната дроселова клапа на машината; лостът за тягата на левия двигател намалява тягата при изкачване на самолета, докато лостът за тягата на десния двигател остава неподвижен. На 10 ноември 2022 г. е публикуван окончателният доклад от разследването, в който се заключава, че катастрофата е причинена от комбинация от дефектен автоматичен дросел и грешка на пилота.